# Волшебник Земноморья (мини-сериал)
«Волшебник Земноморья» (англ. Legend of Earthsea) — двухсерийный мини-сериал, снятый режиссёром Робертом Либерманом по книгам Урсулы ле Гуин «Волшебник Земноморья» и «Гробницы Атуана». Премьера состоялась на канале Sci Fi Channel в декабре 2004 года.

## Сюжет
На деревню юноши по имени Гед нападают войска короля-завоевателя Тайгата. Гед неожиданно демонстрирует способности к магии, с помощью которой обманывает врагов и сбрасывает их с обрыва. Он и его односельчане напуганы его способностями. Гед поступает в обучение к чародею Огиону, который рассказывает ему главный принцип магии в мире Земноморья: у всего и всех есть истинное имя, надо только его узнать. Истинное имя Героя — Гед, хотя всем он известен как Ястреб. Истинное имя Геду даёт Огион.
Тем временем, король Тайгат с помощью своей любовницы Коссиль надеется проникнуть в тайны ордена жриц, хранящих Гробницы. В этих катакомбах издревле замурованы безымянные демоны, угрожающие миру. Тайгат уверен, что Безымянные — это сила, способная помочь ему завоевать весь мир. Коссиль интригует, подсыпая яду матери-настоятельнице и делая все, чтобы стать её преемницей. Но к негодованию заговорщиков, настоятельница выбирает юную, невинную и талантливую сестру Тенар. Именно Тенар она показывает путь через лабиринт к месту заточения Безымянных.
Для продолжения обучения Гед поступает в академию магов на острове Рок. Среди других студентов он находит себе как верных друзей, в лице Ветча, так и соперника в лице Джаспера. Именно Джаспер провоцирует Геда применить запретное заклинание во дворе Академии, в результате чего в мир вырывается демон. За такое нарушение Геда выгоняют из академии. Демон теперь преследует Геда по всему миру, вступает с ним в схватку, убивает его друзей. Гед ищет способ избавиться от проклятия. Постепенно он понимает, что существо, которое преследует его — отражение его собственной личности. Дракон подсказывает Геду, что отделаться от демона он сможет в Храме Атуана.
Нетерпеливый Тайгат захватывает остров Рок с помощью предателя Джаспера и делает того архимагом. Затем он захватывает храм жриц и пытается заставить Тенар показать ему путь к Безымянным. Туда же стремится и Гед, который помогает девушке сбежать. Тайгат пытается выпустить Безымянных, но в результате гибнет сам. В глубине гробниц Гед встречает лицом к лицу свой страх — демона — и называет того настоящим именем. Это Ястреб-перепелятник.
Храбрость Геда и Тенар изгоняет демонов вовеки из мира Земноморья.

## В ролях
| Актёр               | Роль                                            |
| ------------------- | ----------------------------------------------- |
| Шон Эшмор           | Гед                                             |
| Кристин Кройк       | Тенар                                           |
| Изабелла Росселлини | Верховная Жрица Тар                             |
| Дэнни Гловер        | Огион наставник Геда в искусстве магии          |
| Себастьян Роше      | Король Тайгет                                   |
| Крис Готье          | Ветч (волшебник, однокашник и лучший друг Геда) |
| Дженнифер Кэлверт   | Коссил                                          |
| Эмили Хэмпшир       | Роза (прислужница Верховной Жрицы)              |

| Актёр             | Роль |
| ----------------- | --- |
| Марк Хилдрет      | Джаспер (честолюбивый молодой маг)                                                                            |
| Алан Скарф        | Неммерль (Архимаг, возглавляет Школу Магии на острове Рок)                                                    |
| Алессандро Юлиани | Скиорх матрос; познакомился с Гедом, когда тот плыл на остров Рок; позднее его обличье на время принял Геббет |
| Карплак, Эрин     | Диана (была подругой Геда, пока тот жил в деревне)                                                            |
| Дэйв Уэрд         | Дунайн (деревенский кузнец, отец Геда)                                                                        |
| Марк Эчесон       | Геббет (безымянный двойник Геда)                                                                              |
| Джон Тенч         | Генерал Доур                                                                                                  |
| Хезер Лаура Грэй  | Пенелопа |

| Актёр             | Роль                                                           |
| ----------------- | -------------------------------------------------------------- |
| Аманда Таппинг    | Леди Эльфаррен (её призрак Гед вызвал, поспорив с Джаспером)   |
| Бетти Филлипс     | Мэрион (деревенская колдунья; в прошлом была Верховной Жрицей) |
| Кэтрин Изабелль   | Ярроу (младшая сестра Ветча)                                   |
| Ричард Сайд       | Мастер Привратник                                              |
| Уильям Сэмплз     | Мастер Ловкая Рука                                             |
| Энтони Холлэнд    | Мастер Ономатет                                                |
| Кристофер Бриттон | Мастер Погодник                                                |

## Критика
Урсула ле Гуин не была привлечена к работе над сценарием фильма. Свои впечатления от сериала она отразила в заметках «Ретушированное Земноморье» и «Земноморье Франкештейна». Кроме того, после показа сериала она высказала впечатления от увиденного в резкой форме: «Sci Fi Channel разрушил мои книги!»